# Pieniądz w oblężeniu Zamościa (1813)
Pieniądz w oblężeniu Zamościa – oficjalna nazwa serii monet wybitych podczas walk kampanii rosyjskiej Napoleona, w czasie gdy twierdza Zamość w 1813 r. była oblegana przez Armię Imperium Rosyjskiego. Monety wypuściła polska załoga twierdzy. Jest to jeden z dwóch przypadków emisji monet zastępczych podczas oblężenia w historii Polski.

## Historia
Do oblężenia twierdzy doszło, gdy Wielka Armia cesarza Napoleona wycofywała się po klęsce pod Moskwą. Armia rosyjska, postępując za wojskiem francuskim, na początku 1813 r. przekroczyła linię Bugu i, kierując się ku Wiśle, napotkała ufortyfikowaną twierdzę w Zamościu. Twierdza była znaczącym obiektem wojskowym: nowoczesnym, silnie ufortyfikowanym i obsadzonym załogą w liczbie 4000 żołnierzy, dowodzonych przez generała Maurycego Haukego. Ponieważ nie było możliwości zdobycia Zamościa szturmem, nawet znacznie przewyższającymi liczebnie siłami, dowództwo rosyjskie zdecydowało się na oblężenie, które rozpoczęło się w lutym 1813 r.

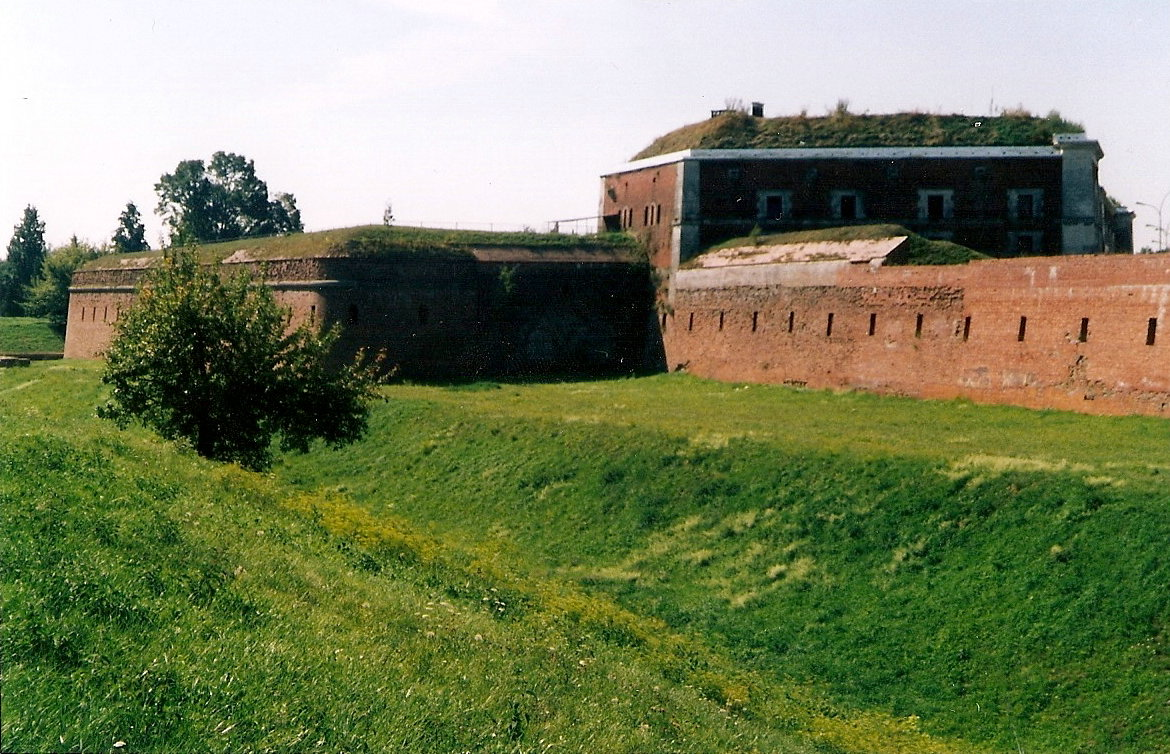
Fragment twierdzy Zamość – bastion i nadszaniec

Załoga twierdzy poczyniła wcześniej przygotowania i przygotowała spore zapasy, dlatego kilkumiesięczne walki nie przynosiły rozstrzygnięcia dla żadnej ze stron. Po pół roku w twierdzy jednak powoli wyczerpywały się amunicja, żywność i pasza, brakowało też pieniędzy na wypłatę żołdu. W tej sytuacji 3 września generał Hauke podjął decyzję o wybiciu monet na potrzeby wojska. W notatkach pozostawionych przez gen. Haukego znajduje się opis monet oraz ich produkcji.
Odpowiedzialnym za bicie monet miedzianych został major placu twierdzy zamojskiej, kapitan Kazimierz Machnicki. Bicie monet srebrnych powierzono podinspektorowi popisów Stanisławowi Konteckiemu i komisarzowi pełnomocnemu Ignacemu Zarębskiemu. Wykonawstwo samych stempli powierzono porucznikowi inżynierii Hińczowi, który jednak nie potrafił ich dobrze wykonać. Ostatecznie zastąpił go w tej pracy zamojski puszkarz Mikołaj Karkowski, który z racji wykonywanego zawodu znał się na przetapianiu i hartowaniu metali. Porucznik Hińcz zajął się tymczasem skonstruowaniem kafara, którym miano wybijać monety, a Kontecki objął też funkcję nadzoru nad całą mennicą.

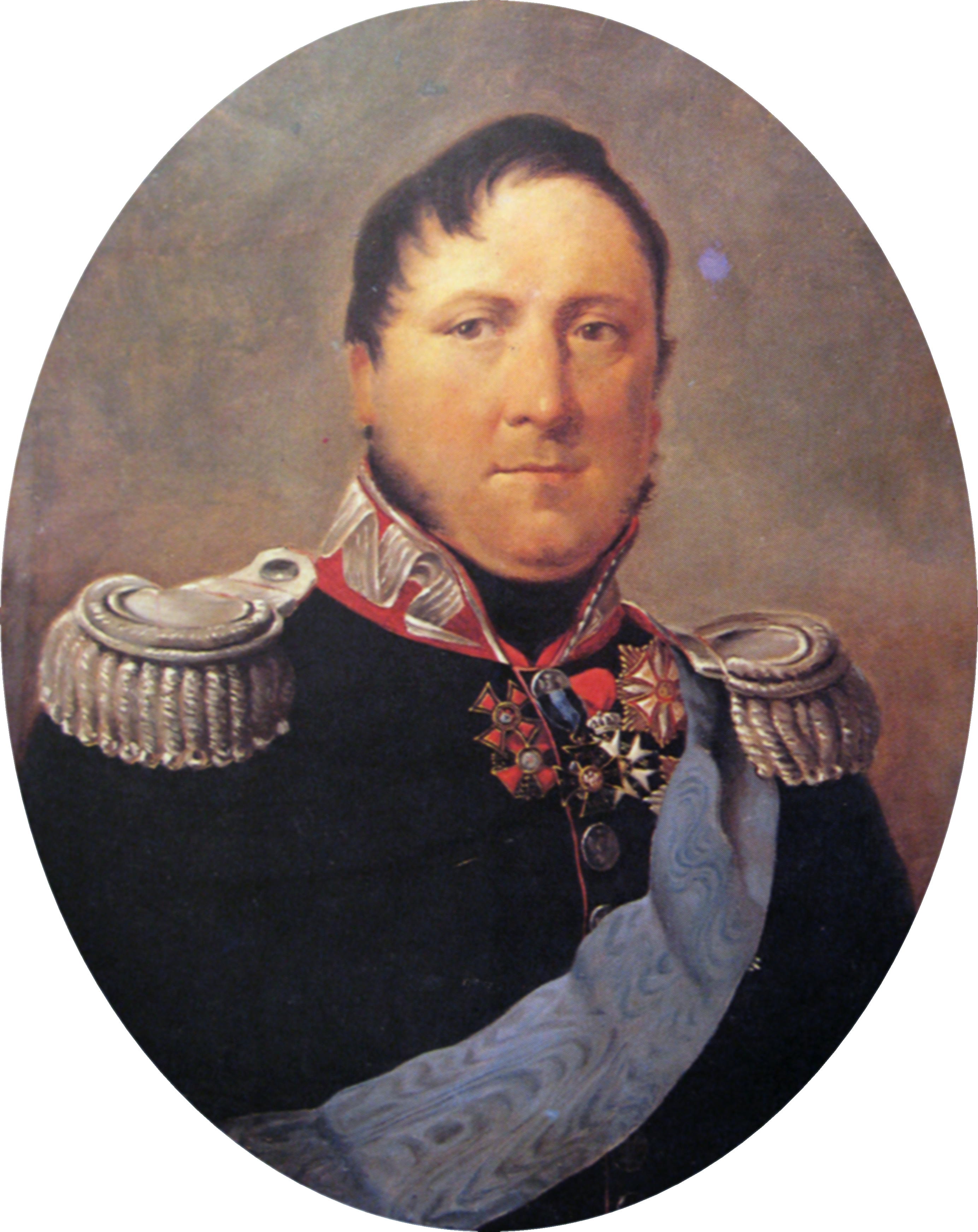
Generał dywizji Jan Maurycy Hauke herbu Bosak

Kafar menniczy w jednej z kazamat obsługiwali pod nadzorem rosyjscy jeńcy. Za surowiec posłużyły skonfiskowane franciszkańskie srebra przechowywane w kolegiacie zamojskiej (wielki, ośmioramienny żyrandol i sześć lichtarzy) oraz miedziane austriackie monety, sześciokrajcarówki z kasy magistratu w liczbie 1330. Miedziany bilon sklepywano młotkiem z inskrypcji austriackich i opiłowywano rant ręcznie przy użyciu pilnika. Bito na nich grosze o nominale 6, co zakończono 15 listopada. Srebro przetapiano, wybijając na krążkach monety o nominale 2 złote, a ich produkcja zakończyła się 22 listopada, na trzy dni przed poddaniem twierdzy. Z ośmiu funtów srebra do wytopienia część pozostała niewykorzystana i postanowiono zwrócić surowiec franciszkanom.
Z wybitych monet żołnierze otrzymali wypłatę pięciodniowego żołdu, zanim Rosjanie weszli do twierdzy. Zapłatę otrzymali również urzędnicy i jeńcy rosyjscy. Na rozkaz generała Haukego maszynę menniczą zniszczono. Po zajęciu twierdzy wojsko rosyjskie przeprowadziło śledztwo dotyczące bicia monet przez polską załogę. Monety nakazano wykupić i przetopić. Mimo to część monet ocalała i rozeszła się po kraju, stając niemal od razu cenną i poszukiwaną pamiątką patriotyczną.
Współcześnie monety te znajdują się m.in. w zbiorach Muzeum Okręgowego im. Leona Wyczółkowskiego w Bydgoszczy. W Muzeum Zamojskim można jako pamiątkę kupić kopię oblężniczej monety dwuzłotowej, a rokrocznie, w czasie Jarmarku Hetmańskiego, dla upamiętnienia obrony Zamościa w 1813 roku organizuje się pokazowe bicie monet. Od 14 czerwca 2009 r. w Zamościu można było kupić monetę lokalną noszącą nazwę „sześciogrosz zamojski”, nawiązującą do historii oblężenia z 1813 r.

## Opis monet
Z racji trudności technologicznych przy przetopie srebra i biciu monet ich jakość nie była dobra. Pod prymitywnym kafarem stemple opadały nierówno albo pękały. Dlatego też nie ma dziś dwóch zachowanych identycznych monet. Wiadomo, że srebro przetapiano czterokrotnie i skład stopu partii znacznie się różnił. Posłużono się również czterema stemplami do dwuzłotówek, co dodatkowo różnicuje wygląd tych monet. Stempli do groszówek wykonano dwa, po jednym dla awersu i rewersu.
- Moneta sześciogroszowa – wykonana ze stopu miedzi, na awersie napis „PIENIĄDZ W OBLĘŻENIU ZAMOŚCIA”; na rewersie „6 GROSZY 1813” z dwoma gałązkami u dołu i wezwaniem „BOŻE DOPOMÓŻ WIERNYM OJCZYŹNIE”.
- Moneta dwuzłotowa – wykonana ze srebra, na awersie napis „MONETA W OBLĘŻENIU ZAMOŚCIA” i drobny element zdobniczy w kształcie kulistej bomby u dołu; na rewersie „2 ZŁOTE 1813” otoczone wieńcem z dwóch gałązek i wezwaniem „BOŻE DOPOMÓŻ WIERNYM OJCZYŹNIE”.

O monetach sześciogroszowych wiadomo również, że są to ostatnie monety o takim nominale, jakie wybito w Polsce.